# Carnegie Hall
El Carnegie Hall es una sala de conciertos en Manhattan, Nueva York. Es uno de los sitios ilustres de los Estados Unidos tanto para los músicos clásicos como para los populares, famoso no solo por su belleza e historia, sino por su extraordinaria acústica. El Carnegie Hall se encuentra inscrito como un Hito Histórico Nacional en el Registro Nacional de Lugares Históricos desde el 15 de octubre de 1966.  William Tuthill fue el arquitecto del Carnegie Hall. Ubicado entre la sexta Avenida y la Calle 50, a dos manzanas de Central Park.

## Forma
El Carnegie Hall está hecho de tres distintas estructuras y presenta una distribución interna algo confusa.
Tiene tres auditorios el "Main Hall", el "Recital Hall" y el "Chamber Music Hall".

## Main Hall
Tiene capacidad para una audiencia de 2,804 espectadores en cinco niveles. Por razones que son explicadas más adelante, el nombre oficial del Main Hall ahora es "Auditorio Isaac Stern."
El Main Hall es admirado por su calidez y por poseer una buena acústica. Isaac Stern alguna vez dijo: "Se ha dicho que la sala por sí sola sea un instrumento". "Toma lo que tú haces y lo convierte en algo inmortal".
El Main Hall es increíblemente alto, y para llegar al balcón superior los visitantes deben subir 105 escalones. Se puede llegar a cualquier parte en elevador, excepto al nivel superior.
Desde la creación del Carnegie Hall la mayoría de los grandes intérpretes de la música clásica han tocado en el Main Hall, y sus lobbies están adornados con retratos autografiados y objetos de recuerdo.
El prestigio del recinto supone la consagración de todo artista que pise su escenario y puede resumirse en una risueña anécdota incorporada al acervo cultural: Un turista pregunta a un neoyorquino: "¿Cómo se llega al Carnegie Hall?", y éste le responde: "Practicando, practicando".

## Las otras salas
Las otras salas, más pequeñas, llamadas ahora "Salón Judy y Arthur Zankel" y "Salón de Recitales Joan y Sanford L. Weill", tienen capacidad para 650 y 268 personas, respectivamente. Los dos grandes auditorios se rebautizaron en 1986, tras una renovación total. El Salón Zankel se había alquilado al AADA en 1898, y se convirtió en un cine alrededor de 1959. Se solicitó su uso como auditorio en 1997, y abrió en septiembre del 2003. El lugar alberga al Museo Rose y los Archivos del Carnegie Hall, ambos añadidos recientemente.

## Arquitectura
El Carnegie Hall fue diseñado por William Burnet Tuthill. Aunque Tuthill no es un nombre muy conocido, el éxito de este edificio se debe en gran parte a su diseño.[cita requerida]
El Carnegie Hall es una de las edificaciones más grandes de Nueva York. Construido totalmente en piedra, sin un cuadro de acero. El exterior está hecho con ladrillos de color ocre y con detalles en terracota. El salón de la entrada evita las exageraciones del barroco y está inspirado en la elegancia del estilo florentino, a la manera de la Capilla Pazzi de Filippo Brunelleschi: yeso blanco y piedra gris forman un armonioso sistema de arcos abiertos y pilastros corintios que sostienen una cornisa con lunetas circulares sobre ella, bajo un techo abovedado. El famoso interior en oro y blanco es del mismo estilo.[cita requerida]

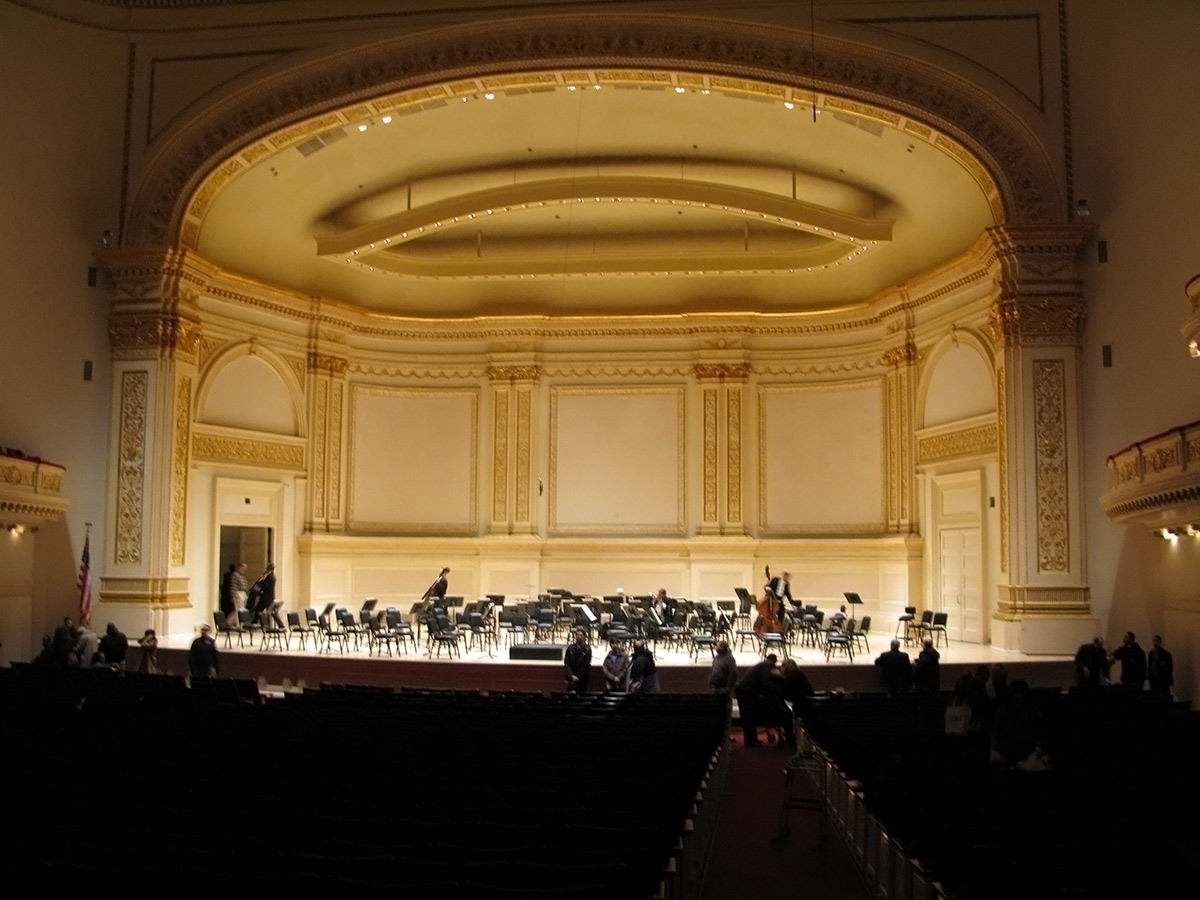
Sala Isaac Stern

## Historia
Andrew Carnegie fue el hombre que financió el edificio que lleva su nombre. La construcción comenzó en 1890, y fue llevada a cabo por Isaac A. Hopper y Compañía. Aunque el edificio estaba en uso desde abril de 1891, la inauguración oficial fue la noche del 5 de mayo, con un concierto conducido por Piotr Ilich Chaikovski. El trabajo en la construcción continuó hasta 1897.[cita requerida]
La sala fue propiedad de la familia Carnegie hasta 1921, cuando la viuda de Andrew Carnegie la vendió al desarrollador de bienes raíces Robert E. Simon. Cuando Simon murió, el inmueble pasó a manos de su hijo, Robert E. Simon. No funcionó la manera en la que lo administraba, así que lo ofreció a la Orquesta Filarmónica de Nueva York. Rechazaron la oferta, ya que se iban a mudar de sede al Lincoln Center. Para 1960, con la Orquesta Filarmónica de Nueva York en el Lincoln Center, había planes de demoler el edificio y reemplazarlo por un edificio comercial, así que Simon vendió el edificio. Terminó usando ese dinero para fundar la ciudad de Reston, en Virginia. Bajo la presión de un grupo liderado por Isaac Stern, la ciudad de Nueva York compró el lugar en 1960 por cinco millones de dólares y lo alquiló a una corporación sin fines de lucro. Se declaró monumento histórico en 1964, y lo renovó James Polshek en 1983 y en 1995, este último conocido por su planetario posmodernista en el Museo Americano de Historia Natural.[cita requerida]
A pesar del estatus de monumento histórico del Carnegie Hall, no se han descartado los planes para construir un edificio comercial. En 1987-1989, se terminó una torre de oficinas de sesenta pisos llamada Torre Carnegie Hall al lado del inmueble, en la misma cuadra. El 17 de diciembre de 1999, en el Carnegie Hall se llevó a cabo el preestreno mundial de Fantasía 2000, de Disney.[cita requerida]
En junio del 2003, se hicieron planes para que la Filarmónica regresara al Carnegie Hall, pero pronto se descartaron.[cita requerida]